# Romani des Balkans
Le romani des Balkans est un dialecte du romani parlé dans le sud-est de l’Europe par les Roms. Ce groupe dialectal ne comprend pas les variétés romanies vlax et romano-serbes.

## Dialectes
Glottolog liste les dialectes suivants :
- romani abruzzais-calabrais-molisan
- arli-dolenjski
  - arlija
  - romani sloveno-croate
- rom criméen
- drindari–kalajdži–bugurdži
  - bugurdži
  - drindari
  - kalajdži
- erli de Sofia
- prilep-prizren-serres
- romani pyrgos-peloponnese
- romacilikanes
- romano
- romani roumélien (en)
- sepečides
- serres-Saint Athanasios
- ursári
- zargari (en)